# There Is No Cabal
Ở đây không có nhóm nổi loạn (There Is No Cabal) là một câu nói nổi tiếng được sử dụng trên Usenet. Chữ viết tắt của nó, TINC (theo tiếng Anh), được sử dụng một cách hài hước với để khuyên người khác nên sống lạc quan và không nên nhìn thấy cái gì cũng suy ra là âm mưu. Câu nói này còn được dùng để thể hiện sự châm biếm vì những người nằm trong cuộc nổi loạn sẽ phủ định là thật sự có nổi loạn. Nó còn được sử dụng thường xuyên bởi nhiều thành viên nổi loạn chủ chốt.